# Szafszawan
Szafszawan (arab. ‏شفشاون‎, fr. Chefchaouen) – miasto w północnym Maroku, ok. 42 tys. mieszkańców (stan z 2014). Miasto przyciąga wielu turystów ze względu na charakterystyczną architekturę – domy o błękitnych fasadach.

## Historia
Szafszawan został założony w roku 1471 przez Mulaja Raszida jako baza wypadowa do ataków na Portugalczyków w Ceucie. W kolejnych wiekach rosła populacja miasta, kiedy przybywali tu Żydzi i muzułmańscy uchodźcy ze zdobytych przez Hiszpanów południowych terenów Półwyspu Iberyjskiego. Szafszawan stawał się coraz bardziej samodzielny i antyeuropejski, a przez dłuższy czas było zamknięte dla chrześcijan pod groźbą śmierci. Pierwszym europejczykiem, który wszedł do miasta legalnie był francuski odkrywca Charles de Foucauld w 1883 roku.
Do 1561 roku miasto było głównym ośrodkiem na wpół niezależnego emiratu rządzonego przez dynastię Banu Raszid, potomków założycieli miasta. Emirat pozostawał wasalem dynastii Wattasydów, następnie został wcielony do zjednoczonego sułtanatu Maroka przez dynastię Sadytów.
Duża społeczność żydowska w mieście pozostała aż do początków XX wieku i kiedy w 1920 roku przybyli tu Hiszpanie, zaskoczyła ich obecność Żydów, mówiących średniowiecznym językiem kastylijskim, który w Hiszpanii w użyciu był czterysta lat wcześniej. Miejscowa ludność używała także technik rzemieślniczych typowych dla średniowiecznej Andaluzji.
W latach 1912–1956 miasto należało do Maroka Hiszpańskiego.
Współczesny Szafszawan żyje głównie z turystyki.

## Miasta partnerskie
- Issaquah, Stany Zjednoczone
- Vejer de la Frontera, Hiszpania
- Ronda, Hiszpania
- Kunming, Chińska Republika Ludowa
- Tastur, Tunezja